# 1584
1584 је била преступна година.

## Догађаји

### Јул
- 10. јул — Балтазар Герард је у Делфту убио принца оранског Вилема I Оранског.

### Октобар
- 26. октобар — Битка код Слуња (1584)

## Смрти

### Март
- 28. март — Иван IV Грозни, руски цар